# Cookie Run: Kingdom
Cookie Run: Kingdom - це рольова відеогра у жанрі безкінечного ранера 2021 року, розроблена та видана компанією Devsisters. Це шоста гра в серії Cookie Run. Вона була анонсована 28 листопада 2020 року, а 19 січня 2021 року вийшла у світ на Android та iOS. 12 липня 2023 року вона вийшла в Google Play Games на ПК.
У грі з'являється все більше нових і нових персонажів, які повертаються протягом усієї серії. Cookie Run: Королівство має складну розповідь, сюжет якої розгортається у розділах, що виходять у послідовних оновленнях.

## Ігровий процес
Cookie Run: Kingdom — це безкоштовний рольовий симулятор битв та містобудування.
У королівстві гравці розміщують виробничі будівлі для виробництва товарів і матеріалів, які в основному використовуються для модернізації будівель і ігрових аспектів, або можуть бути продані через різні установи за винагороду. Гравці можуть прикрашати свої королівства за допомогою величезного каталогу декоративних предметів, які можна придбати за ігрову валюту або за реальні гроші. Нові об'єкти та розширення земель відкриваються шляхом модернізації Замку Печива (англ. Cookie Castle).
Ігрові режими включають PvP і гільдійську системи, різноманітні PvE-випробування, сезонні та подієві режими гри, які додають стратегії та різноманітності в механіку побудови команди, а також спеціальні епізоди, які містять побічні історії, деякі з яких пов'язані з головними побічними персонажами. Основний сюжетний режим, Дослідження світу, включає два світи, Криспію та Звіро-дріжджі, кожен з яких дає різні нагороди.
У грі представлено понад 158 Печиво, отриманих у гачі, а раритети високого рівня (Легендарний, Дракон, Древній, Звір) слугують для позначення їхнього місця у світі. Крім того, в Королівстві можна розмістити неігрові Гостьові Печиво та MyCookie.

## Сюжет
У світі, населеному антропоморфізованим печивом та десертами, п'ятеро Стародавніх Героїв — усі, крім одного, заснували власні королівства та отримали Варення Душі, яке дарувало їм величезні сили та безсмертя. Кожен з цих Soul Jam мав свою цінність.
Коли Біла Лілі Печиво дізналася жахливу правду про те, що Печиво призначене для того, щоб його з'їли, вона в шоці потрапила в «Кінцеве Тісто» і була переспікана як Темна Чарівниця Печиво, яка планувала використати Тортових Монстрів для створення нового світового порядку. Стародавні Герої билися проти Темної Чарівниці Кукі та в процесі втратили свої Душевні Варення. Пізніше Стародавні Печива ховаються, залишаючи свої королівства в безладді.
Через довгий час після «Війни темного борошна», Імбирний Хоробрий, Чарівне Печиво та Полуничне Печиво опинилися на руїнах колишнього королівства та заснували тут нове. Пізніше трійця зустрічає Печиво з перцем чилі та Печиво з заварним кремом III і вирушає в довгу погоню за Псом з Тортом, який утік з короною королівства.
Під час подорожі групи різними регіонами Земляного Хліба корона швидко втрачає значення, оскільки вони переслідують Стародавні Печиво, щоб попросити їхньої допомоги у перемозі над Темною Чарівницею Печиво, яка вирвалася з-під своєї печатки. Крім того, інші персонажі шукають допомоги у майбутній війні у охоронців природи та легендарних драконів.
Оскільки всіх Стародавніх Героїв, окрім одного, ще не знайдено, Чисте Ванільне Печиво вирушає до Звірячих Дріжджів, щоб дослідити його. Група відкриває Королівство Фей, де вони знаходять Білу Лілі Печиво у сплячому стані, частина душі та тіла якої втекла з повторного випікання. Група також виявляє, що Душевні Джеми колись утримувалися п'ятьма первісними героями, перш ніж Стародавні Герої, П'ять Звірів, спотворили їхні первісні чесноти та були запечатані Відьмами глибоко всередині Звірячих Дріжджів. Варення душ, що належали Стародавнім Героям, були відфільтровані від корупції.
Однак, одному з духів Звірячого Печива, Тіньовому Молочному Печиву, вдається звільнитися від печатки, що приносить хаос у світ. Після потрясінь та втрат, Білій Лілійській Кукі вдається запечатати його назад, але передчуття повернення Звірячої Кукі турбує Стародавніх Героїв майбутніх війн. Кожен із Стародавніх Героїв зіткнувся зі своїми Звірами-двоєдільниками, останні бажали повернути Душевні Джеми, якими вони колись володіли, за допомогою зіпсованої сили, яку вони досі мають, щоб знищити нації. Такі часи напруженої боротьби викликають катарсис у Героїв і змушують їх пробудитися, під час якого їхні Душевні Джеми усвідомлюють свої справжні чесноти та повертаються до своєї первісної, незбагненної сили, яка дає їм сили долати свої страхи та перешкоди.

## Рецепція
Гра була дуже популярною, оскільки вона отримала дуже позитивні відгуки після виходу.
Він мав 10 мільйонів завантажень за перші два місяці, а пізніше 150 мільйонів у червні 2021 року.